# Петър I (България)
Вижте пояснителната страница за други личности с името Петър.
Пѐтър е български цар, управлявал България от 927 г. до 969 г. Той е най-дълго управлявалият български владетел.

## Биография
Той е вторият син на цар Симеон I.
Жени се на 8 октомври 927 г. в Константинопол за дъщерята на византийския император Христофор Лакапин и на августа София – Мария Лакапина, прекръстена при венчавката на Ирина (от гръцки език „мир“) в чест на възстановения „дълбок мир“, който настъпва между двата народа и продължава 43 години. По силата на сключения договор Българската архиепископия е канонично издигната на самостоятелна Българска патриаршия и архиепископът на Дръстър (дн. Силистра) Дамян, става първият български патриарх. Също така Византия окончателно официално признава царската титла на българския владетел. Първородният син на цар Петър от брака му с Мария (Ирина) е цар Борис II. Те имат и още един син – Роман-Симеон, кръстен на славните си прадеди. 

## Дипломатически и военни действия
С подписването на „дълбокия мир“ през 927 година, недоволството в преславския двор нараства. Срещу действията на Петър се обявяват всички, които поддържат политиката на цар Симеон, разчитаща главно на военните действия срещу Византия. През 928 г. Иван (или Йоан), по-малкият брат на Петър, опитва да вдигне бунт срещу новия владетел, но действията му съвсем скоро са осуетени. Две години по-късно, през 930 г., подобен опит прави и първородният Симеонов син, Михаил, като дори успява да спечели известен брой привърженици в района на Долна Струма. Цар Петър обаче бързо се справя и с тази заплаха, с което се утвърждава на престола.
Петър не успява да се справи със запазването на обширната държава, която наследява от баща си. Около 931 г. сръбският владетел Чеслав бяга от Преслав и вдига въстание. Цар Петър се примирява с възстановяването на сръбската автономия. През 943 г. българска войска отблъсква нападение на печенежки отряди в североизточните предели на държавата.
Маджарите нахлуват многократно – 934 г., 943 г., 948 г. и 958 г. През 965 г. Петър изпраща дипломатическа мисия към немският крал Отон I който имал сложни отношения с Византия и Италия. Големи резултати обаче не са постигнати и в крайна сметка българският цар сключва съюз с маджарските вождове през 965-966 г. по силата на който българите пропускат унгарски отряди за набези във византийска територия. През същата година (966) Петър пожелава Византия да му плати обичайният данък.  Тази му постъпка допълнително разгневява византийският император Никифор II Фока.
През 968 и 969 г. в България нахлуват руските дружини на киевския княз Светослав I. Те са подстрекавани от император Никифор II Фока. Според някои сведения Светослав получава 110 000 жълтици от ромеите, за да нападне България.   През 968 г. Българският цар изпраща 30 000 бойци за да спре нашествениците край Преславец (Малък Преслав)  Светослав обаче разполага с 60 000 човека, като в това число не влизат наемниците.  Огромното съотношение прави невъзможно за българската армия да устои на атаката на русите.  Намерението на Петър да възпре десанта се проваля и русите дебаркират на брега на Дунав. Българската армия се принуждава да се затвори в дръстърската крепост. Там тя  успява да отблъсне киевската армия. Докато русите продължават да превземат българските крепости на север (превзети са над 80 крепости).   българите подстрекават печенегите да нападнат Киев. По този начин Светослав е принуден да се оттегли, за да се справи с тях. През 969 г. той обаче се завръща и отново нахлува в България. Междувременно Петър  прави опит за династичен брак с Византия, с цел да укрепи южната граница.  Във Велики Преслав пристигат Никифор Еретик и митрополитът на Евхаития, Филотей. Те молят да им бъдат предоставени  две „девойки от царския род"  , които да станат съпруги на двамата летимни византийски престолонаследници - Василий II и Константин VIII.[източник? (Поискан преди 49 дни)] Междувременно обаче, Никифор Фока  умира. Скоро той е последван от  Петър, който получава апоплектичен удар и династичните бракове не се осъществевят.  Петър е най-дълго управлявалият държавен глава в историята на българската държава.

## Българската църква по времето на цар Петър

### Отношения на цар Петър с Църквата
Той отделя голямо внимание на Българската църква и след смъртта си е канонизиран за светец. По време на управлението му за пръв път тя получава състояние на автокефалия, изравнявайки се с другите независими църкви по онова време. Така Българската патриаршия успява да постигне големи успехи по отношение на интеграцията и разпространението на старобългарската култура и език сред останалите славянски народи. Благодарение на усилията на цар Петър Българската църква (с прекъсване през византийското владичество) остава най-могъщия стълб на православието сред славяните.
Дълго време българската историческа мисъл приема, че цар Петър е слаб и безволев цар, отдаден на църквата. Това схващане наложено от Васил Златарски. В по-ново време проф. Пл. Павлов смята, че има сериозни основания да се приеме, че царят не е дал безусловна подкрепа на българската църква, а е бил загрижен за нейният морал  Петър не само че не толерира нарастването на църковното земеделие, но предпочита да насърчава създаването на малки и средни по големина манастири. И презвитер Козма, и Черноризец Петър заклеймяват желанието на игумени и епископи да увеличават своите имения.  Би било странно ако царят не е споделял схващанията на своите книжовници.

### Социални брожения.  Развитие на богомилството и отшелничеството
Разкошът на официалната църква и тежките данъци довеждат до социални брожения. Според някои историци именно социалното недоволство става източник на разпространението на ереси, чиито поддръжници призовават към отказ от светските блага. Най-известното движение от този вид е богомилството, като за негов „патриарх“ в българските земи се счита поп Богомил. Дори появата на богомилството свидетелства, за увеличението на българската просвета през времето на цар Петър - богомилите са познавали текста на богослужебните книги.  Също така от средата на X век се разраства отшелничеството. Това е друг вид отказ от материални блага, но без да се пропагандира анархия насочена срещу царя, болярите и Църквата.
Цар Петър се среща с великия български светец, отшелника Иван Рилски. Срещата се провежда от разстояние, двамата се виждат само отдалеч. Цар Петър изпраща дарове на светеца – плодове и злато. Свети Иван приема плодовете, а златото връща с думите: „Защо му е злато на този, който ограничава себе си даже в хляба и водата?“ Заедно с отговора си светецът изпраща на цар Петър и писмо с духовни напътствия. Също така Петър поддържа кореспонденция с цариградския патриарх Теофилакт (чичо на жена му, Мария - Ирина). В нея той търси от Теофилакт напътствие как да се справи с ереста по своите земи. Цар Петър поддържа кореспонденция и с прочутият ромейски отшелник Павел Ластърски. Той също му дава напътствия как да пребори богомилството. Дали поради желание за лично духовно спасение или поради държавнически разбирания, обаче Петър не предприема "най-строги мерки" срещу богомилите.  Вероятно Петър преценява, че предприемайки гонения срещу богомилството ще отслаби България. В крайна сметка той се ограничава с опити да възстанови морала на църквата.

## Международно признание
За разлика от баща си Симеон I, който избира пътя на противопоставяне с Византия и се самообявява за „цар на българи и гърци“, Петър търси разбирателство с южната си съседка. С мира от 927 г. Византия признава Петър за цар и дори му дава за съпруга Мария Лакапина – близка сродница на императора. Такова събитие е без аналог в дотогавашната българска история. Договорът през 927 г. признава автокефален статут на българската църква; патриарх Фотий обявява, че Византия няма повече да ръкополага български свещеници, дори да бъде молена. Според проф. П. Ангелов („Българското средновековие“) Петър е водил преговори и с Рим; за това се споменава от цар Калоян в преговорите му с папа Инокентий III: „Аз изследвах писанията и книгите, а тъй също и законите на блаженопочиналите императори, наши предшественици, откъде те са получили българско царство и утвърждение, императорска корона на своята глава и патриаршеско благословение; старателно търсейки, ние намерихме в техните писания, че тези блаженопочинали императори на българите и власите — Симеон, Петър и Самуил, наши предшественици, са получили своята царска корона и патриаршеско благословение от светейшата Божия римска църква и апостолическия престол, от княза на апостолите." На свой ред папа Инокентий в писмото си до унгарския крал Емерих пише, че „от старо време в България последователно мнозина царе са били короновани чрез апостолическата власт, като Петър и Самуил.“
Всъщност самият Симеон I води в края на живота си преговори с Рим, продължавайки политиката на баща си. Скоро след смъртта му Петър е признат за цар от Византия.
Също така според Ибрахим ибн Иа’куб ал — Ифанли от Туртуши през 965 български пратеници посетили княз Отон в Магдебург. Някои български историци тълкуват това сведение в смисъл че българите изпратили дипломатическа визита при император Отон I с цел да издействат помощ срещу маджарите.[източник? (Поискан преди 48 дни)]

Любопитно е, че цар Петър е първият български владетел, който сече монети. Такава монета е открита край Киев и понастоящем се съхранява в Ермитажа. Интересното е, че на тези монети Петър нарича себе си „василевс“, т.е. император, което според някои историци е по-голяма титла от цар/цезар/кесар. 
Петър е единственият български цар светец, освен Борис Покръстителя.
Авторитетът на България нараства точно при цар Петър. Показателно за престижа на този български владетел е, че след смъртта му трима претенденти за българския престол се наричат с това име за по-малко от два века (единият от тях става цар). В изворите цар Петър, който осигурява такъв продължителен мир, остава известен като   св. цар Петър Благоверни и св. благоверни цар Петър Български

### Компромисът между България и Византия
Дипломатическото признаване на Петър не идва лесно. То е резултат от сложна сделка между България и Византия и включва много компромиси: Византия признава  Петър за "василевс на българите",  но не и на гърците; при обявяването на Петър за монарх не е използвана представката "поставен от Бога"; Петър не е коронясан от Роман Лакапин (последното би го превърнало в "младши император"), но за сметка на това се признава за негов духовен син; Петър не е коронясан в църквата "света София" от константинополския патриарх . Вместо това България получава свой патриарх и той коронява Петър в Преслав.; за българска царица е избрана внучка на Роман Лакапин, докато Симеон отказва на Николай Мистик да ожени един от синовете си за дъщеря на Роман Лакапин. (При това бащата на Мария-Ирина, Христофор дори не е багренороден син на Лакапин  и е трети по ранг след Роман Лакапин и Константин VII Багренородни)

### Регалии и държавни печати на българският монарх
През време на своето управление Петър използва различни държавни печати (моливдули). На тях под неговото (както и на на жена му Мария-Ирина) име стоят титлите  "василевс на българите", "в Христа автократор на българите" "благочестив василевс," "деспот на българите". Тези титли, както и регалиите му  (златната стема с бисери, кръста на начелника, хламидата и пр)имитират тези на ромейският василевс, което говори за нарастнало самочувствие на българският монарх и за международно признание (с тези печати е подпечатвана международна кореспонденция). 

## Просветен и културен подем при цар Петър
Петър продължава добрите традиции на дядо си Борис и баща си Симеон в развитието на книжовно и просветното дело. При него продължава т.нар. Златен век на българската култура/книжнина. По времето на Петър постепенно започва да се налага кирилицата. Въпреки това поне до  средата на XI в. се използват и глаголически, а дори и рунически букви. Множество книжовници живеят и творят при Петър , напр. презвитер Козма и Черноризец Петър.  През времето на цар Петър се появяват старобългарски преводи на Теодор Студит, Йоан Дамаскин, Максим Изповедник и пр. Също така през времето на неговото царуване са изградени множество паметни плочи - важна изворова база за историците. Такива са надписът на  ичиргу боила Мостич (втората половина на X в.); на хартофилакс Павел от "Кръглата църква"; на жупан  Димитър от Северна Добруджа (943); Темничкия надпис от Поморавието и др. Археологическите разкопки във Велики Преслав свидетелстват и за подем в архитектурата. Съществена част от манастирския комплекс е изградена при цар Петър, когато мирното време предполага и по-големи възможности, както и използване на опита на ромейски архитекти. Развива се и жилищното строителство. Манастирският комплекс при Равна, Провадийско е преустроено изцяло Разкопки във Велики Преслав показват, че нарастват   и възможностите на българската керамика.

## Спорни моменти около смърта на Петър
Традиционно българската историография приема за истинно известнието на Лъв Дякон, че цар Петър получава аполектичен удар и умира на 30 януари 969 г... В същото време има старобългарски паметници, в които е записано, че малко преди смъртта си царят абдикира и се замонашава  (по пример на своя дядо Борис). Ако това твърдение се приеме за истинно  е спорно кой управлява България в края на 60 те години на X в.

## Семейство
Петър I е женен за Мария Лакапина (прекръстена на Ирина), която е дъщеря на Христофор Лакапин от Византия и на Августа София, и внучка на император Роман I Лакапин. От този брак той има:
- Борис II (* 931, † 977), цар на България, управлявал от 970 до 971 г. Кръстен на дядо си Борис-Михаил.
- Роман (* ок. 930, † 997), цар на България от 977 до 997 г. (де факто до 991 г.) Кръстен на дядо си Роман Лакапин.
- Пленимир ?
- две деца
- две "принцеси от царска кръв" (дъщери?), подготвяни за годеници на малолетните византийски императори Василий II и Константин VIII

## Памет
През януари 2023 г. БНТ започва излъчване на сериала „Войната на буквите“, който засяга възкачването на цар Петър и управлението му като български цар.